# هالدان هارتلاين
هالدان كيفر هارتلاين (بالإنجليزية: Haldan Keffer Hartline) ـ (22 ديسمبر 1903- 17 مارس 1983) عالم وظائف أعضاء أمريكياً حصل على  جائزة نوبل في الطب سنة 1967 بالاشتراك مع مواطنه جورج والد و السويدي رانيار غرانيت وذلك لأبحاثهم حول الفسيولوجيا العصبية للإبصار.

## تدرجه الأكاديمي
بدأ هارتلاين دراسته للفسيولوجيا الكهربية لشبكية العين بجامعة جونز هوبكنز في بالتيمور، حيث كان يقضي فترة زمالة مدعومة من المجلس الوطني (الأمريكي) للبحث العلمي، حيث حصل على درجة الدكتوراه في الطب سنة 1927. وبعد عودته من بعثة علمية في لايبزيغ وميونخ عُيِّن أستاذاً ورئيساً لقسم الفيزياء الحيوية بجامعة جونز هوبكنز سنة 1949، حيث كان من تلاميذه بول غرينغارد الذي حصل هو الآخر فيما بعد على جائزة نوبل في الطب سنة 2000. ثم انتقل هارتلاين إلى جامعة روكفلر بنيويورك سنة 1953 ليعمل أستاذاً للفسيولوجيا العصبية.

## أبحاثه
درس هارتلاين الاستجابات الكهربية في شبكيات عيون بعض الحشرات مفصلية الأرجل والفقاريات والرخويات، وذلك لبساطة تركيب جهازها البصري مقارنةً بالجهاز البصري للإنسان، وبالتالي بساطة دراسته. وقد ركز هارتلاين جهوده البحثية على دراسة عين السرطان الحدوي horseshoe crab، حيث تمكن ـ باستخدام أقطاب دقيقة من تسجيل أول إشارات كهربية منبعثة من إحدى خلايا العصب البصري بعد استثارتها ضوئياً. وقد اكتُشف أن خلايا المستقبلات الضوئية في العين مرتبطة ببعضها البعض بطريقة تجعل استثارة إحداهن تؤدي إلى تثبيط الخلايا التي تجاورها وبالتالي تساهم في زيادة التباين بين الأنماط الضوئية وزيادة حدة إدراك الأشكال.

## روابط خارجية
- هالدان هارتلاين على موقع الموسوعة البريطانية (الإنجليزية)
- هالدان هارتلاين على موقع مونزينجر (الألمانية)
- هالدان هارتلاين على موقع إن إن دي بي (الإنجليزية)